# Прилуцки район
Прилуцки район (на украински: Прилуцький район) е район на Черниговска област, Северна Украйна. Центърът на района е град Прилуки. Населението на района е 158 200 души (2020). 

## История
На 18 юли 2020 г., като част от административната реформа на Украйна, броят на районите на Черниговска област е намален на пет, а територията на Прилуцки район е значително разширена. Четири предишни района – Варвински, Ичнянски, Сребнянски и Талалаевски, както и град Прилуки, който преди това е град с областно значение извън района, са включени в Прилуцки район.

## Подразделения
След реформата от 2020 г. районът се състои от 11 громади.